# Картер, Кевон
Кевон Картер (14 ноября 1983, Тринидад и Тобаго — 28 февраля 2014, Порт-оф-Спейн) — тринидадский футболист, нападающий.

## Биография
Всю свою карьеру провел в тринидадском клубе «Дефенс Форс».
Регулярно вызывался в сборную Тринидада и Тобаго. За неё Картер провел 31 игру и забил 5 мячей. В 2013 году нападающий принимал участие в Золотом кубке КОНКАКАФ в США в составе своей национальной команды.
28 февраля 2014 года после тренировки с командой своего клуба футболист пожаловался на боли в груди. Вследствие этого он был доставлен в больницу, где умер. Вероятно, причиной смерти Картера послужил инфаркт.

## Достижения
- Чемпион Тринидада и Тобаго (2): 2010/11, 2012/13
- Обладатель Кубка Тринидада и Тобаго (1): 2011/12